# Ханс Баптист Раутер
Ханс Албин Раутер, заправо Јохан "Ханс" Баптист Албин Раутер (Клагенфурт, 4. фебруар 1895 — Валсдорперфлакте, Хаг, 25. март 1949) је био аустријски политичар, члан Хајматшуца и нацистичке странке. Заједно са Валтером Пфримером основао је Штајерску федерацију за самоодбрану (Selbstschutzverband Steiermark) 1922. године, а 1931. играо је значајну улогу у Пфримеровом пучу. Систематично је водио штајерски Хајматшуц ка националсоцијализму и предводио је у јулу 1934. године побуну у Корушкој. Од 1938 посланик је немачког Рајхстага. Био је високи официр нацистичке СС (SS-Obergruppenführer), генерал полиције и генерал војних јединица СС (Waffen-SS).
Након окупације Холандије именован је 23. маја 1940. године за Генералног комесара за безбедност (Generalkommissar für das Sicherheitswese) и команданта полииције и СС-а (Höherer SS- und Polizeiführer - HSSPF) сектора "Северозапад", код комесара Рајха за Холандију, Артура Зајс-Инкварта. Априла 1941. унапређен је у СС групенфирера и генерал-потпуковника полиције, а јуна 1943. у СС обергрупенфирера и генерал полиције. Након што је на Раутера, марта 1945. године, покушан атентат, за одмазу је погубљено 225 Холанђана. После рата Раутер је изручен холандским властима и 1949. године. Иако је изјавио да не разуме своју кривицу нити појам холокауста, за почињене ратне злочине осуђен је на смрт и погубљен у близини Хага (Схевенингена).